# Can Vallalta
Can Vallalta és una obra amb elements gòtics d'Arenys de Munt (Maresme) protegida com a Bé Cultural d'Interès Local.

## Descripció
Masia de planta irregular, formada de planta baixa i pis. A la planta baixa hi trobem la porta d'entrada, que és adovellada i de mig punt. A la clau de les dovelles hi ha un escut amb les quatre barres. Al primer pis i sobre mateix de la porta d'entrada hi ha un finestral d'estil gòtic d'arc conopial amb dues cares esculpides a cada costat. La coberta és a dues aigües, però hi ha un cos afegit. La coberta ha estat restaurada, però en general està en mal estat de conservació.

## Història
Aquesta masia del segle XV-XVI va prendre el seu nom de la vall on es troba emplaçada, situada entre els termes d'Arenys de Munt i Sant Iscle de Vallalta.